# Plan de partage de la Belgique en 1830
 (mars 2009).
Si vous disposez d'ouvrages ou d'articles de référence ou si vous connaissez des sites web de qualité traitant du thème abordé ici, merci de compléter l'article en donnant les références utiles à sa vérifiabilité et en les liant à la section « Notes et références ».

Plan de partition de la Belgique à la suite de sa déclaration d'indépendance de 1830, entre les quatre états limitrophes : la France, les Pays-Bas, la Prusse et le Royaume-Uni.

Le plan de partage de la Belgique en 1830 aussi appelé plan Flahaut est un projet de division territoriale des huit provinces sécessionnistes du royaume uni des Pays-Bas ayant déclaré l'indépendance de la Belgique le 4 octobre 1830 à la suite de la révolution belge.
Bien que parfois attribué à Charles-Maurice de Talleyrand-Périgord, ce plan est à l'initiative du diplomate français Charles de Flahaut qui propose de refuser l'idée d'indépendance de la Belgique et d'en diviser le territoire en quatre parties, chacune  annexée par l'une des quatre états limitrophes : la France, les Pays-Bas, la Prusse et le Royaume-Uni.
Ce plan fut rejeté lors de la conférence de Londres de 1830 qui s'était réunie pour décider des conséquences à donner à la situation belge. Au contraire, l'indépendance de la Belgique fut reconnue le 20 décembre 1830 (sauf par les Pays-Bas) et le 20 janvier 1831, la conférence proclame la neutralité et l’inviolabilité perpétuelle de la Belgique.
Les puissances européennes entérinèrent les futures frontières de la Belgique par le traité des XVIII articles signé à Londres le 26 juin 1831.

## Historique

### Contexte européen
L’année 1830 avait déjà donné lieu à deux révolutions. D'une part, la Grèce venait de terminer sa guerre d'indépendance contre l'Empire ottoman et venait d'être reconnue comme nouvel état par le protocole de Londres signé le 3 février 1830. D'autre part, la révolution de Juillet venait de renverser le royaume de France pour y fonder la monarchie de Juillet sacrant Louis-Philippe Ier comme roi des Français.
Ces différents mouvements révolutionnaires inquiètent les autres cours européennes, qui craignent la remise en cause de l’équilibre restauré lors du congrès de Vienne de 1815 après la chute de Napoléon Bonaparte et de l'Empire français. Un embrasement au niveau européen est à craindre et les puissances ne peuvent admettre une telle remise en cause des accords.

### Contexte belge
Après la défaite de Napoléon Bonaparte lors de la bataille de Waterloo le 18 juin 1815 le Premier Empire français est définitivement dissous et les grandes puissances européennes se réunissent lors du congrès de Vienne pour décider de l'avenir des anciens territoires annexés lors des guerres de la Révolution française puis lors des guerres napoléoniennes. Souhaitant disposer d'un rempart contre les éventuelles nouvelles ambitions expansionnistes françaises, les vainqueurs décident de créer un nouvel état « tampon » entre la France et la Prusse. C'est ainsi que, le 15 mars 1815, le royaume uni des Pays-Bas voit le jour avec, comme souverain, Guillaume Ier de la maison d'Orange-Nassau.
Cependant, le mariage entre Belges et Néerlandais ne se déroule pas comme prévu. Les premiers, majoritairement catholiques, se sentent opprimés par les « Hollandais » majoritairement protestants, notamment sur le plan politique, alors qu'ils représentent la majorité de la population. De nombreuses discordes voient le jour, révélant de profondes disparités entre les deux peuples.
La révolution belge éclate le 25 août 1830 à Bruxelles, marquant le début de la guerre belgo-néerlandaise. Après avoir chassé la garnison néerlandaise de Bruxelles, lors de l'épisode des Journées de septembre, le gouvernement provisoire proclame unilatéralement l'indépendance de la Belgique le 4 octobre 1830, soit des huit provinces méridionales du royaume.

### Réactions internationales
À la suite de ces évènements, les grandes puissances se réunirent lors de la conférence de Londres dès le 4 novembre 1830 afin de décider de la suite à donner aux désirs d'indépendance de la Belgique. Elle regroupe l'Autriche, la France, la Prusse, la Russie et le Royaume-Uni et commence par imposer, le jour-même, un armistice aux deux belligérants.
Les avis des différentes puissances divergent. La France souhaitait la sécession, espérant lier le nouvel État par une relation privilégiée. Certains ministres comme le général Sébastiani espérant secrètement annexer ensuite l'intégralité ou au moins une partie du nouvel État belge. Louis-Philippe Ier veut éviter à tout prix une nouvelle coalition contre la France et veut jouer l’apaisement. C'est dans ce but qu'il accrédite un vieil ambassadeur de 76 ans qui a été l’un des principaux soutiens de la maison d'Orléans pour son accession au trône : Charles-Maurice de Talleyrand-Périgord, nommé « ambassadeur extraordinaire à Londres » le 6 septembre 1830 dans le cadre de la politique extérieure de la France sous la monarchie de Juillet. Cette nomination est bien perçue à Londres mais aussi par les autres Cours européennes. Il ne répondra d’ailleurs de ses négociations que devant le roi. Une citation est attribuée à Talleyrand en 1832 dans un article du journaliste Michel Bouffioux dont l'authenticité reste contestée : « Les Belges ? Ils ne dureront pas. Ce n’est pas une nation, deux cents protocoles n’en feront jamais une nation. Cette Belgique ne sera jamais un pays, cela ne peut tenir... ».

## Le plan

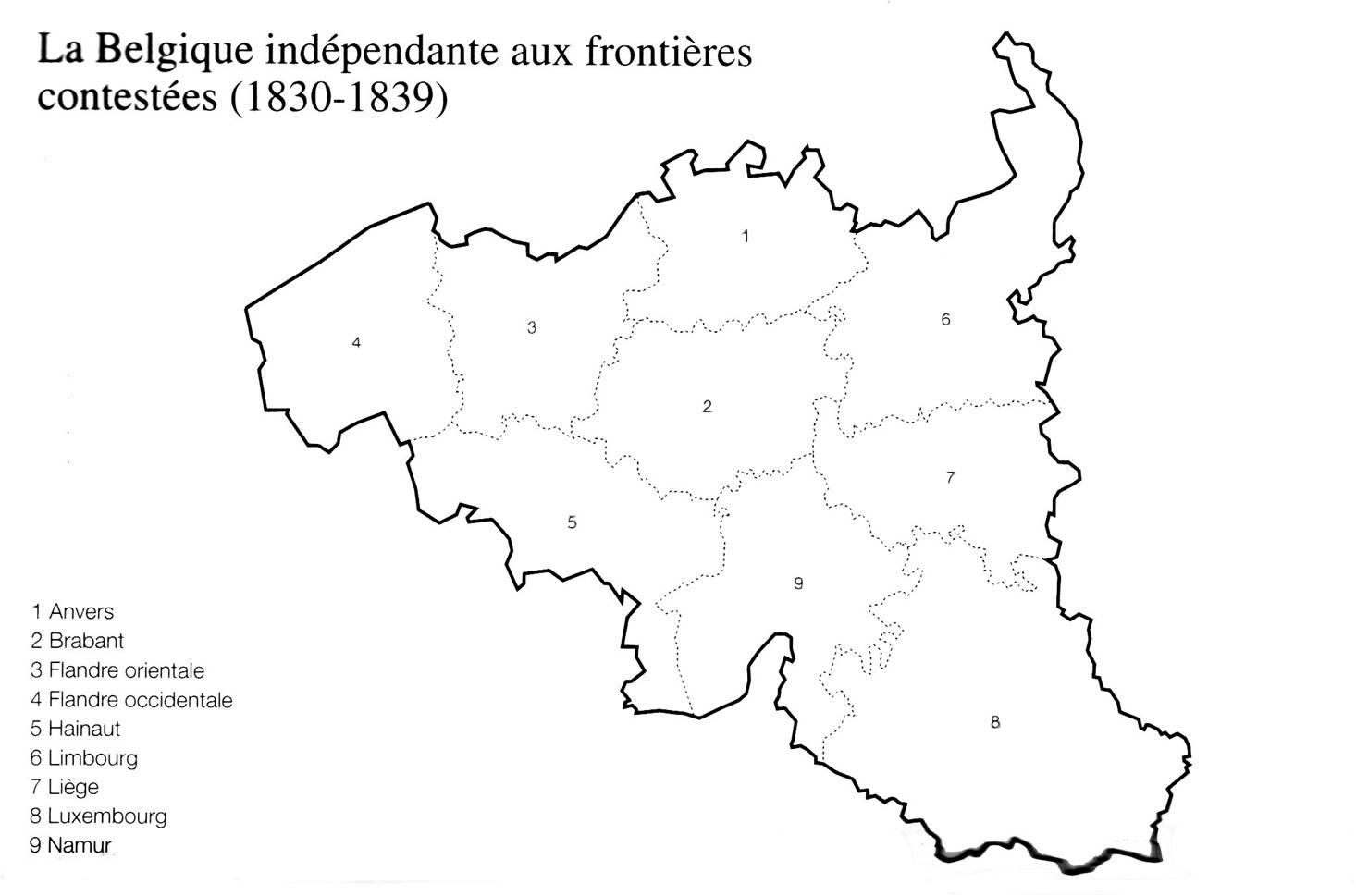
Les frontières de la Belgique au lendemain de la révolution belge de 1830 telles que prévues par le traité des XVIII articles signé le 26 juin 1831.

### Genèse et attribution
Le plan fut imaginé par Charles de Flahaut mais parfois attribué, de façon erronée, à l'ambassadeur de France à Londres, Charles-Maurice de Talleyrand-Périgord. Ce dernier était en fait partisan d'un État belge, pourvu qu'il s'agisse d'une monarchie dotée d'un monarque faible et d'une armée symbolique : il espérait ainsi que la France pourrait un jour satelliser le nouvel État et s'en faire un allié[réf. nécessaire].

### Contenu
Le plan ne prévoyait pas de reconnaitre l'indépendance de la Belgique, mais de répartir les huit provinces scissionnistes, entre les quatre puissances limitrophes :
- La France obtiendrait grosso modo les provinces de Brabant, de Hainaut ainsi que les parties situées au nord de la Meuse, divisant les provinces de Namur et de Liège.
- La royaume de Prusse obtiendrait les territoires à l'est de la Meuse, soit la province actuelle du Limbourg néerlandais et une partie de la province de Liège et de celle de Namur. En plus, elle s’adjoindrait le grand-duché de Luxembourg, alors possession privée du roi des Pays-Bas Guillaume Ier.
- Les Pays-Bas récupèreraient l'actuelle province belge de Limbourg, située sur la partie occidentale de la Meuse, ainsi qu'une partie de la province d'Anvers, excepté la ville d'Anvers elle-même.
- Le Royaume-Uni disposerait du reste des territoires sous la forme d'un protectorat britannique appelé « l'état libre d'Anvers ». Celui-ci reprendrait à peu près les provinces de Flandre occidentale, Flandre orientale, et la partie ouest de la province d'Anvers, inclut la ville d'Anvers et son port.

## Issue
Le plan fut rejeté lors de la conférence de Londres et les puissances européennes acceptèrent plutôt l'idée d'un État belge indépendant.
Le 20 décembre 1830, l’indépendance de la Belgique est reconnue et le 20 janvier 1831, la conférence proclame la neutralité et l’inviolabilité perpétuelle de la Belgique.
Le 26 juin 1831 est signé le traité des XVIII articles qui définit les frontières de la Belgique. Il ne fut toutefois jamais appliqué, Guillaume Ier violant l'armistice dès le 2 aout 1831 en lançant la campagne des Dix-Jours pour récupérer ses territoires en envahissant la Belgique. Les forces armées belges étant incapables de résister à l'armée néerlandaise, firent appel à l'aide de la France qui envoya une armée expéditionnaire pour chasser les néerlandais. La Belgique s'y trouva grandement discréditée et la guerre belgo-néerlandaise prit fin par la convention de Zonhoven signée le 18 novembre 1833. Il fallut toutefois attendre plusieurs années et un nouveau traité, bien moins avantageux pour la Belgique, pour que Guillaume Ier accepte de reconnaitre l'indépendance belge : le traité des XXIV articles, signé le 19 avril 1839.